# Falstaff (Elgar)
Falstaff - Studio sinfonico in do minore Op. 68, è un'opera orchestrale del compositore inglese Edward Elgar. Sebbene non sia definito così dal compositore, è un poema sinfonico nella tradizione di Franz Liszt e Richard Strauss. Ritrae Sir John Falstaff, il "cavaliere grasso" nelle parti 1 e 2 dell'Enrico IV di William Shakespeare.
L'opera fu ben accolta alla sua prima nel 1913, ma non ispirò il grande entusiasmo suscitato da alcune delle opere precedenti di Elgar. Il compositore pensava che fosse il suo pezzo orchestrale più bello e molti ammiratori di Elgar sono d'accordo, ma non diventò uno dei preferiti. Rispetto ad altre opere di Elgar viene eseguito raramente nelle sale da concerto, sebbene sia ben rappresentato nei cataloghi dei CD.

## Strumentazione
Falstaff è orchestrato per un'orchestra di due flauti e ottavino, due oboi e corno inglese, due clarinetti e clarinetto basso, due fagotti e controfagotto, quattro corni, tre trombe, tre tromboni, tuba, timpani, percussioni (tamburo laterale, triangolo, tabor, tamburello, grancassa, piatti), due arpe (seconda arpa ad lib) e archi.

## Struttura
Elgar espose le divisioni della partitura in un "saggio analitico" su The Musical Times nel 1913:
- I. Falstaff e il Principe Enrico
- II. Eastcheap – Gadshill – La testa di cinghiale. Baldoria e dormita – Interludio del sogno: Jack Falstaff, ora Sir John, un ragazzo e un paggio di Thomas Mowbray, Il Duca di Norfolk (Poco allegretto)
- III. La marcia di Falstaff – Il ritorno attraverso il Gloucestershire – Interludio: Gloucestershire. Il frutteto di Shallow (Allegretto) – Il nuovo re – La corsa affrettata verso Londra
- IV. Re Enrico V fa il suo ingresso  – Il ripudio di Falstaff e la sua morte

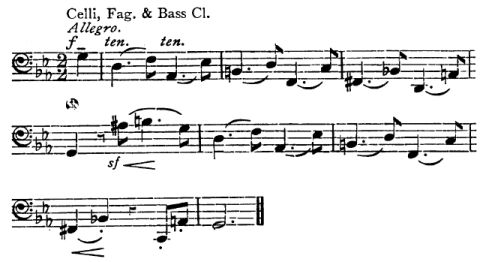
Tema di Falstaff

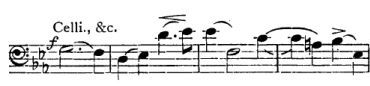
Tema del Principe Hal

Nella prima sezione, Elgar stabilisce i due temi principali del pezzo, quello del principe Hal (annotato grandioso) che è elegante e grandioso e quello dello stesso Falstaff che mostra "un uomo portentoso, corpulento, di aspetto allegro, con l'occhio amabile e una carrozza nobile". Arrigo Boito adattò queste parole di Falstaff al suo libretto per l'opera omonima di Verdi, ma il Falstaff dell'opera è essenzialmente il personaggio buffo di Le allegre comari di Windsor, mentre il Falstaff di Elgar è quello dell' Enrico IV.
Il successivo sviluppo della partitura segue da vicino gli eventi chiave delle due parti dell'Enrico IV, in cui compare Falstaff. La sezione Gadshill (da Enrico IV, Parte 1) lo mostra mentre tenta un furto di lingotti d'oro, ma viene attaccato e derubato da Hal e dai suoi compagni mascherati. Falstaff ritorna alla sua base alla locanda e annega i suoi dolori nel bere. Nel suo sonno da ubriaco, sogna la sua giovinezza, quando era magro e paggio del Duca di Norfolk. Anche qui Boito/Verdi ed Elgar trattano lo stesso materiale in modo piuttosto diverso: nell'opera, la nostalgia nostalgica di Falstaff è una piccola aria vivace ("Quand'ero paggio"), ma il trattamento di Elgar è lento e malinconico.
La parte III della partitura ci porta all'Enrico IV parte 2 di Shakespeare,. Dopo la convocazione di Falstaff a corte e l'incarico di raccogliere soldati per l'esercito del re, c'è una scena di battaglia e poi un secondo interludio, un idillio inglese in un frutteto del Gloucestershire. Tutto ciò è dissipato dalla notizia della morte del re e dall'avvento al potere del principe Hal. Come nella commedia, Falstaff si affretta a Londra, fiducioso dei favori del nuovo monarca, ma viene invece respinto e bandito. Alla fine un Falstaff a pezzi, dopo essersi allontanato, giace morente, "il re ha ucciso il suo cuore", e dopo un ritorno al tema del secondo interludio, un accordo piano in do maggiore degli ottoni e un rullo silenzioso del rullante interpreta la morte di Falstaff. Il lavoro termina con una versione molto breve del tema del principe Hal che mostra, nelle parole del compositore, che "l'uomo della dura realtà ha trionfato".

## Storia e accoglienza della critica
Nel 1912 il Festival di Leeds commissionò a Elgar la stesura di un nuovo lavoro da eseguire l'anno successivo. Prima della première Elgar disse a un giornalista, "Penso che mi sia piaciuto scriverlo più di qualsiasi altra musica che abbia composto e forse per questo motivo potrebbe rivelarsi uno dei miei risultati migliori". Fu eseguito per la prima volta a Leeds il 1º ottobre 1913, diretto dal compositore. The Musical Times commentò: "il lavoro, nella musica moderna, è insuperabile per varietà, efficacia e sicurezza della scrittura orchestrale". La première di Londra si tenne il 3 novembre 1913, alla Queen's Hall, diretta dal dedicatario Landon Ronald. The Times scrisse della prima di Londra che è stato eseguito davanti a "un pubblico non molto grande ma molto entusiasta" e in seguito Falstaff rimase meno popolare di altre grandi opere di Elgar, anche se molto amato dagli appassionati. Music and Letters osservò nel suo necrologio di Elgar che sebbene "una maggioranza chiamerebbe Falstaff il suo più grande lavoro" la maggior parte della gente "direbbe che preferisce Enigma". Anche durante la vita di Elgar il musicologo Percy Scholes scrisse di Falstaff che si trattava di una "grande opera" ma "per quanto riguarda l'apprezzamento del pubblico, un relativo fallimento".
Sir Donald Tovey considerava Falstaff come "una delle cose incommensurabilmente grandi della musica" con una potenza "identica all'opera di Shakespeare" e il testo di riferimento del 1955 The Record Guide descrisse Falstaff come "l'unico poema sinfonico del suo tempo che non aveva nulla da invidiare al meglio delle opere di Richard Strauss in quel genere". Bernard Shaw scrisse che "[Elgar] ha fatto in modo che l'orchestra facesse tutto e con un successo così magistrale che non si riesce nemmeno a pensare quale sarebbe stato il risultato di un semplice tentativo di trasformare la commedia in un'opera". Altri furono meno colpiti dal lavoro. Il dedicatario, Landon Ronald, ammise a John Barbirolli: "Non avrei potuto fare né la testa né la coda del lavoro, mio caro ragazzo." Dopo un'esibizione della New York Philharmonic nel 1983, il critico del New York Times affermò che il direttore (Andrew Davis) "non poteva fare molto, in effetti, per salvare lo spirito sbruffone del personaggio dal dettaglio programmatico che soffocava la musica." Il noto scrittore esperto di Elgar Michael Kennedy ha criticato il lavoro per "un affidamento troppo frequente alle sequenze" e una rappresentazione troppo idealizzata dei personaggi femminili. Perfino il grande amico e supporter di Elgar, W. H. Reed, pensava che i temi principali mostrassero meno distinzione rispetto ad alcune delle opere precedenti di Elgar. Reed riconobbe, tuttavia, che lo stesso Elgar riteneva Falstaff il punto più alto del suo lavoro puramente orchestrale.

## Incisioni
Anche se le esecuzioni in concerto sono state relativamente rare, il lavoro è andato molto bene quanto a incisioni. C'erano non meno di 20 versioni registrate dell'opera entro il 2007. L'incisione del 1931–1932 del compositore con la London Symphony Orchestra, prodotta da Fred Gaisberg dell'HMV, fu molto apprezzata, sia al momento della sua uscita, che quando fu rimasterizzata, prima per LP e poi per CD. La registrazione Hallé di Sir John Barbirolli del 1964 su HMV fu scelta dalla Record Review della BBC Radio 3 come la versione raccomandata, anche rispetto a quella del compositore. Nel 2007 la rivista di musica classica Gramophone confrontò 20 versioni registrate del Falstaff e selezionò la registrazione di Barbirolli come "la scelta essenziale" e "uno dei pinnacoli della discografia di Elgar".
Sir Adrian Boult fu strettamente collegato al lavoro e ne fece tre registrazioni. La sua versione finale, effettuata nel 1973, fu elogiata dalla critica per aver portato in primo piano l'aspetto "sinfonico". Nel 1978 Vernon Handley e la London Philharmonic Orchestra registrarono una versione per Classics for Pleasure che Gramophone elogiò per la sua "concezione spaziosa ma determinata" e "la meticolosa fedeltà alla lettera e allo spirito della partitura e per lo splendore architettonico". Nel 2005 sempre la BBC raccomandò una registrazione Naxos di David Lloyd-Jones e la English Northern Philharmonia e nel 2007 Gramophone la contrassegnò come la registrazione "scelta d'occasione" di Falstaff.